# José Víctor Sevilla
José Víctor Sevilla Segura (Valencia, 21 de abril de 1942) es un economista y alto funcionario español.

## Biografía
Doctor en Ciencias Económicas que ha dedicado gran parte de su actividad profesional a la Hacienda Pública. Inspector de Hacienda desde 1969; ha sido secretario general del Instituto de Estudios Fiscales (IEF), profesor de la Universidad Complutense de Madrid y de la UNED. En 1977, con el primer gobierno democrático en España, sería nombrado director general de Tributos con el ministro Fernández Ordóñez; a continuación sería asesor del ministro García Añoveros y en 1982 fue nombrado secretario de Estado de Hacienda en el primer gobierno socialista.
Desde 1985 ha sido consultor en las materias de su especialidad, tanto en España como en el extranjero, con dos paréntesis en Washington D. C., en los que fue consejero en la representación de España ante la OEA (1987-1989) y, más tarde, en la Embajada Española ante la Casa Blanca (1995-1998).
Entre 1978 y 1980 participó en el diseño y redacción de la LOFCA (Ley Orgánica de Financiación de las Comunidades Autónomas) y en la puesta en marcha del proceso de descentralización de los servicios públicos. Desde entonces, se ha ocupado regularmente, de los problemas del federalismo fiscal, habiendo formado parte de varias comisiones de expertos. Es coautor del Libro Blanco sobre financiación autonómica (1995) y autor de los libros listados más abajo. En su último obra, Financiación pública de Estados descentralizados (diciembre de 2013) se dedica a "analizar las distintas alternativas disponibles para configurar la financiación pública de aquellos estados en los que el poder político se encuentra distribuido entre distintos niveles de gobierno"; esto es, realiza un repaso de cómo se financian los estados políticamente descentralizados.
Hermano de Jordi Sevilla Segura, exministro de Administraciones Públicas y de Sergio Sevilla Segura, catedrático de Filosofía en la Universidad de Valencia.

## Publicaciones
Ha publicado diversos libros y artículos especializados entre los que destacaríamos:
- Lecciones sobre Financiación Pública de los Estados Descentralizados, Instituto de Estudios Fiscales, Manuales de la Hacienda Pública. (2013).
- El declive de la socialdemocracia, RBA (2011)

- Financiación Autonómica, Exlibris ediciones (2005)

- Política y técnica tributaria, Instituto de Estudios Fiscales (2004)

- Las claves de la financiación autonómica, Crítica (2001)

- Economía Política de la crisis española, Crítica (1984)